# Massimo Corsaro
Massimo Enrico Corsaro (Milano, 1º novembre 1963) è un politico italiano.

## Biografia
Laureato in Economia e Commercio, esercita la professione di commercialista.
Aderisce al MSI-DN negli anni '80. Dal 1985 è consigliere comunale di Pieve Emanuele.
Dopo essere stato consigliere di zona e comunale a Milano, partecipa al Congresso di Fiuggi che vede la nascita di Alleanza Nazionale, partito per il quale è fin dal principio membro dell'Assemblea Nazionale. A lungo è stato considerato molto vicino ad Ignazio La Russa.
Corsaro non è credente e si è definito «un ateo orgogliosamente "reazionario"».

### Consigliere regionale AN
A partire dal 1995 è consigliere regionale della regione Lombardia per Alleanza Nazionale, incarico per il quale viene confermato nel 2000 e nel 2005.
In regione ricopre anche il ruolo di Assessore all'Artigianato (1995-2000), Assessore alle Infrastrutture e Mobilità (2000-2005) e quello di Assessore all'Industria, Piccola e Media Impresa e Cooperazione (dal 2005 al 2008, anno in cui lascia la Regione Lombardia a seguito della sua elezione alla Camera dei Deputati).
Sotto la sua guida, viene rafforzata la normativa e la dotazione creditizia a favore delle piccole imprese; nasce la manifestazione fieristica "Artigiano in Fiera" di Milano, presto affermatasi come il maggior evento commerciale al mondo della categoria; viene definito il tracciato della Pedemontana Lombarda; costituita la società Bre.Be.Mi che si è poi occupata della costruzione dell'autostrada che oggi collega direttamente Milano e Brescia; realizzata la quarta corsia dell'autostrada A4 nella tratta tra Milano e Bergamo; vengono rafforzate le infrastrutture ferroviarie regionali (con raddoppi e quadruplicamenti di tratte ad alta intensità di circolazione; viene inaugurato il Passante ferroviario che consente di sfruttare l'attraversamento dei treni locali nell'ambito dell'area milanese al pari delle linee metropolitane; vengono indette le prime gare per l'assegnazione dei servizi di trasporto pubblico locale, su gomma e ferro.
Eletto nel 1999 Parlamentare Europeo, rinuncia a questo incarico per proseguire il suo impegno in Regione Lombardia.
Nel 2004 ha partecipato al Comitato Scienza e Vita, facendo campagna per l'astensione ai referendum abrogativi del 2005 sulla fecondazione artificiale.
Nel giugno 2005 ha dichiarato: "ci sono medici di medicina generale o loro sedicenti associazioni che siccome non hanno ancora contrattato il "pizzo" che gli deve essere erogato perché decidano di partecipare alla realizzazione di questa struttura [il SISS], hanno deciso che debba rimanere ferma", ricevendo una querela da parte dello SNAMI Lombardia (Sindacato Nazionale Autonomo Medici Italiani.
Nel luglio 2005 viene rimosso da Fini come coordinatore lombardo di AN e sostituito da Cristiana Muscardini
Il 23 giugno 2007, a seguito della modifica statutaria che toglie al Presidente del partito il diritto di nominare i coordinatori regionali conferendo il potere di scelta all'assemblea regionale del partito, viene eletto - con oltre il 90% dei voti - Coordinatore Regionale per la Lombardia di Alleanza Nazionale. A seguito della nascita del Popolo della Libertà, è nominato vice coordinatore vicario del Pdl lombardo.
Nel settembre 2007 si è espresso contro il progetto di Ecopass del sindaco di Milano Letizia Moratti, considerandolo una pollution charge.

### Deputato per PdL e FdI
È stato candidato come quarto nella lista del Popolo della Libertà nella circoscrizione Lombardia 3, ed è stato eletto deputato in seguito alle elezioni politiche del 2008.
È segretario della V Commissione Bilancio alla Camera dei Deputati e relatore della Legge finanziaria 2010.
L'8 maggio 2008 viene nominato vice tesoriere del gruppo Il Popolo della Libertà alla Camera dei deputati, incarico che ha mantenuto fino al 12 gennaio 2011 quando ha assunto quello di vice capogruppo vicario sostituendo Italo Bocchino dopo la nascita di Futuro e Libertà per l'Italia.
Nel gennaio 2009 ha espresso l'opinione del gruppo di AN in regione, opponendo inizialmente la candidatura di Riccardo De Corato, vicesindaco di Milano, a quella di Guido Podestà, per il ruolo di presidente della provincia di Milano.
Nel marzo 2009 è stato firmatario, assieme al sindaco reggino di AN Giuseppe Scopelliti ed altri, di un emendamento all'art. 17 della legge 142/1990 per concedere anche a Reggio Calabria l'istituzione di una città metropolitana, benché Reggio non sia inclusa in nessuna statistica nazionale e internazionale sulle aree metropolitane.
E' Relatore - per la Camera dei Deputati - della Legge di Bilancio 2010, nonché capogruppo del PDL nell'ambito della Commissione Bicamerale per l'attuazione del Federalismo Fiscale, nell'ambito della quale è il Relatore di maggioranza sul provvedimento per il trasferimento agli enti locali dei beni appartenenti al Denmanio Pubblico.
Nell'autunno del 2012 è tra i principali protagonisti della nascita del partito Fratelli d'Italia.
Nel febbraio 2013 è rieletto deputato nella lista Fratelli d'Italia - Centrodestra Nazionale.
Liberista e simpatizzante del darwinismo sociale, nel marzo del 2015 lascia Fratelli d'Italia non condividendo quella che ha definito una "deriva pauperista" in materia di politica economica definita statalista e - soprattutto - l'adesione al "gergo salviniano" ed alla collocazione politica della Lega Nord. In dissenso dal suo gruppo parlamentare, dichiara in Aula il proprio voto a favore del c.d. "Jobs Act" proposto dal governo Renzi, denunciando l'incapacità del centro-destra per non aver realizzato un provvedimento analogo nel corso delle stagioni di governo, benché tutti i contenuti ivi compresi facessero da sempre parte del patrimonio culturale della coalizione.
Si avvicina così alla corrente dei Ricostruttori di Raffaele Fitto. per conto del quale si impegna particolarmente - insieme al collega Daniele Capezzone - alla realizzazione di un soggetto politico di esplicita formazione conservatrice, favorendo la creazione di scambi ed intese con il partito Conservatore inglese. Conclude il proprio mandato parlamentare nel 2018.

### Fuori dal Parlamento
In vista della nascita del governo Draghi, lancia un appello a Fratelli d'Italia di Giorgia Meloni per cambiare idea e appoggiare l'esecutivo, assieme ad altri 23 ex-esponenti di Alleanza Nazionale.
Oggi continua ad esercitare esercitare attivamente la professione di Dottore Commercialista, mai sospesa neppure durante il lungo periodo di presenza nelle Istituzioni, locali e nazionali. 

## Controversie
Nel luglio 2017 scrive, contro il deputato del Partito Democratico Emanuele Fiano autore della proposta di legge sull'apologia di fascismo, un post su Facebook giudicato da numerosi osservatori antisemita. Corsaro si è giustificato affermando che la sua espressione contro il parlamentare democratico non avesse valore antisemita, ma quello di insulto.
Il 3 settembre 2017 in un tweet commenta la copertina del settimanale francese Charlie Hebdo e scrive: Si, in effetti penso che l’Isis debba tornare in redazione – a Parigi – e finire il lavoro…
Il 3 gennaio 2018, tramite un messaggio postato su Twitter, attacca con epiteti razzisti l'allenatore serbo
Siniša Mihajlović, che ha annunciato l'intenzione di querelare Corsaro.